# Drift- og vedligeholdelsesplan
En drift- og vedligeholdelsesplan (også kaldet dv-plan) er en plan for, hvordan en bygning (f.eks. en boligforeningsbygning/-ejendom) skal vedligeholdes. En dv-plan viser, hvilke aktiviteter der skal udføres, og hvor meget det koster over de næste 10 år (kan variere). Derfor er en god dv-plan også et godt værktøj til den årlige budgetlægning.
Udarbejdelsen af selve dv-planen udføres typisk af en rådgiver i byggebranchen. Ved nybyggeri udarbejdes ligeledes en dv-plan som afleveres til bygherren sammen med det færdige byggeri. En dv-plan bør opdateres/tilrettes løbende evt. hvert andet år. DV-planen kaldes nogle gange blot for en vedligeholdelsesplan, da planen typisk ikke indeholder driftsudgifter/-aktiviteter som f.eks. trappevask. Dv-planens aktiviteter er vedligeholdelsesarbejder som. f.eks. malerbehandling af trævinduer, oppudsning af afskallede sokler og lignende.
En driftsplan har ikke noget med byggeri at gøre. En driftsplan bruger man ifm. skovdrift.